# Jean Gabilou
Jean Gabilou, nacido Gabriel Lewis Laughlin, (nacido en Papeete, Tahití, Polinesia Francesa, el 28 de febrero de 1944) es un cantante tahitiano. Representó a Francia en el Festival de Eurovisión 1981.

## Inicios
Nacido en una familia de diez hijos, creció en Papeete, Tahití, hasta los trece años, cuando la familia se mudó a Faa'a, ciudad también de Tahití.
En 1963, un amigo, Raoul Robert, le invitó a cantar en el Matavai Hotel. Interpretó dos valses y la canción "When the Saints Go Marching In" en versión rock. La misma noche fue contratado por 60 francos la hora.

## Carrera
Tras trabajar con los Barefoot Boys, Gabilou fundó los Banjo Boys, banda formada por sus amigos Kitty Salmon, Jacky Bougues, Marius Charles y Michael Garcia. Su canción "Little Sacred Island" fue lanzada en 1968 y vendió 54.000 copias.
En 1971, cantó en el hotel Tahara'a donde fue visto por Paulette Vienot que, ese año, firma con Laughlin un contrato en París con Eddie Barclay. Grabó la canción "Moi girls", que obtuvo un éxito inesperado.
En 1979, se mudó a los Estados Unidos. Dos años después, representó a Francia en el Festival de Eurovisión 1981 con la canción "Humanahum". Finalizó tercero con 125 puntos detrás de la alemana Lena Valaitis y de los británicos Bucks Fizz, que ganaron el festival.
En 1983, celebró sus 20 años de carrera en Papeete. En 1985, se casó con la bailarina tahitiana Moeata Sasson,

## Últimos años
En 1993, volvió a los escenarios con "Hei No". Pero en 1995, sintiéndose enfermo, Gabilou acudió a una clínica de Papeete donde fue diagnosticado de parálisis de las cuerdas vocales. Tras ganar la batalla por recuperar la voz lanzó el álbum "Rohipehe".
En 2000, Gabilou decidió producir sus propias canciones junto a su amigo el cantante Andy Tupaia. Junto a John Marote Mariassouce, la canción "Fakatere tere" apareció en el álbum del mismo nombre, cantanda en tahitiano, vendió 20.000 copias, y sigue siendo reconocida en el Pacífico como su canción más personal.
En 2001 y 2002 fue invitado a Rarotonga, Islas Cook donde había vivido anteriormente, para cantar ante 3.500 personas.
En 2003, actuó en los "oscars" de la música polinesia. El 6 de junio de 2003, celebró sus 40 años en la industria con un concierto en la plaza To'ata de Pape'ete ante una gran multitud, con invitados tahitianos como Yvon Arai, Esther Tefana, Rataro, Coco Mamatui, Andy Tupaia, Kitty Salmon, Théo Sulpice, su sobrina Sabrina y su sobrino Tapuarii así como la exmiss Tahití y exmiss Francia 91 Mareva Georges.

## Discografía
- 2007 - Le Fafaru
- 2006 - Avini Ute
- 2005 - Homai-Heiatea
- 2004- Keanu
- 2003 - Poerava
- 2001 - Fakateretere
- 1999 - Barefoot, en souvenir de Joe Garbutt
- 1997 - Rohipehe
- 1996 - Na oe Vairea
- 1994 - Mama Ella
- 1992 - Hei No Tamatoa
- 1990 - Nohoarii
- 1989 - Hianau
- 1988 - Esther et Gabilou, leurs plus grands succès